# チートデイ (曲)
「チートデイ」は、日本の女性アイドルグループ乃木坂46の楽曲。2024年8月21日に乃木坂46の36作目のシングルとしてN46Div.から発売された。秋元康が作詞、川浦正大が作曲した。楽曲のセンターポジションは井上和が務めた。

## 背景とリリース
CDシングルの発売は前作『チャンスは平等』以来、約4か月ぶり。2024年7月7日深夜放送のテレビ東京系『乃木坂工事中』で発売が、7月14日深夜放送の同番組で選抜メンバーが、それぞれ発表された。なお、CDシングルの発売に先駆けて表題曲『チートデイ』（7月19日より）、共通C/W曲「あの光」（7月27日より）、Type-Aに収録されるアンダー楽曲「落とし物」（8月13日より）、通常盤に収録される5期生楽曲「熱狂の捌け口」（8月14日より）がそれぞれ先行配信された。
初回仕様限定盤Type-A・B・C・D、通常盤の5形態での発売。初回仕様限定盤各TypeにはBlu-rayが付属され、全国イベント参加券かスペシャルプレゼント応募券と生写真1枚が封入されている。Blu-rayには特典映像として6月7日 - 9日に有明アリーナで開催された「35thSGアンダーライブ」で披露された一部の楽曲に加え、ライブの直前または直後のメンバーインタビューが収録されている。
7月20日に京セラドーム大阪で開催された「真夏の全国ツアー2024」大阪公演DAY1で初披露され、その模様は公式YouTubeチャンネルで7月24日から31日まで1週間限定で公開された。TV初披露は8月19日放送のTBS系『CDTVライブ！ライブ！夏フェス4時間半スペシャル』。

## アートワーク
| Type-A 表 | 井上和                                                                           |
| Type-B 表 | 池田瑛紗・賀喜遥香                                                               |
| Type-C 表 | 遠藤さくら・小川彩                                                               |
| Type-D 表 | 五百城茉央・一ノ瀬美空・岩本蓮加・梅澤美波・久保史緒里・与田祐希                 |
| 通常盤 表 | 金川紗耶・川﨑桜・菅原咲月・田村真佑・筒井あやめ・冨里奈央・中西アルノ・弓木奈於 |

コンセプトは「小さな夏の妖精」で、3DCGやVFX、AIなどの最新技術を活用した近未来を感じさせる仕上がりになっている。花や金魚といった夏を感じさせる風景のなかで、メンバーが可憐でありながらも凛とした表情を見せ、どこか日本の夏を感じ取ることができる。アートディレクションはKOH YAMADAが担当した。

## チャート成績
オリコン調べでは、初週51.0万枚を売り上げ、2024年9月2日付のオリコン週間シングルランキングで初登場1位を獲得した。連続7作、通算25作で初週売上50万枚となった。『おいでシャンプー』より連続35作1位獲得となり、女性アーティストとして歴代2位の記録を自己更新した。
Billboard JAPANでは、初週65万1536枚を売り上げ、2024年8月28日公開のBillboard Japan Top Singles Salesで初登場1位を獲得した。

## ミュージック・ビデオ
チートデイ
監督：伊藤衆人、振付：LICO
7月下旬にシンガポールで2日間にわたり撮影された。テーマは「夏の海を特別なものにしたかった女の子たち」で、海外の日本人学校に通う高校生と国際交流サークルの大学生たちが汗をかきながらミニFMを作るひと夏の思い出を描いている。
落とし物
監督：松永侑、振付：CRE8BOY
茨城県日立市の日立市役所と日立シビックセンターで撮影された。
熱狂の捌け口
監督：吉川エリ、振付：松岡篤志（Acchan）、振付監修：田中文人
東京・渋谷の東急百貨店本店（2023年1月営業終了、再開発工事中）跡地などで撮影された。テーマは「うちに秘めた欲求や不満を抱えた少女たちが、感情の解放を呼び起こす」こと。現実のシーンでは彼女たちの日常生活や葛藤が描かれている一方、精神世界のシーンでは心の中にある熱狂や内なる自由を見つけ出そうとする様子が描かれている。

## メディアでの使用
チートデイ
コーセー『メイク キープ ミスト』「11人篇」「バス篇」「プール篇」「ダンス篇」CMソング
あの光
アニメ『ATRI -My Dear Moments-』（TOKYO MXほか）オープニングテーマ

## シングル収録トラック

### Type-A
| #         | タイトル                          | 作詞      | 作曲      | 編曲           | 時間  |
| --------- | --------------------------------- | --------- | --------- | -------------- | ----- |
| 1.        | 「チートデイ」                    | 秋元康    | 川浦正大  | 野中“まさ”雄一 | 4:30  |
| 2.        | 「あの光」                        | 秋元康    | BASEMINT  | BASEMINT       | 4:26  |
| 3.        | 「落とし物」                      | 秋元康    | バグベア  | 野中“まさ”雄一 | 4:33  |
| 4.        | 「チートデイ ～off vocal ver.～」 |           | 川浦正大  | 野中“まさ”雄一 | 4:30  |
| 5.        | 「あの光 ～off vocal ver.～」     |           | BASEMINT  | BASEMINT       | 4:26  |
| 6.        | 「落とし物 ～off vocal ver.～」   |           | バグベア  | 野中“まさ”雄一 | 4:31  |
| 合計時間: | 合計時間:                         | 合計時間: | 合計時間: | 合計時間:      | 26:56 |

| #  | タイトル                                     | 作詞 | 作曲・編曲 |
| -- | -------------------------------------------- | ---- | ---------- |
| 1. | 「ジャンピングジョーカーフラッシュ（DAY1）」 |      |            |
| 2. | 「バンドエイド剥がすような別れ方（DAY1）」   |      |            |
| 3. | 「自惚れビーチ（DAY1）」                     |      |            |
| 4. | 「ライブ直前インタビュー集1」                |      |            |

### Type-B
| #         | タイトル                          | 作詞      | 作曲      | 編曲           | 時間  |
| --------- | --------------------------------- | --------- | --------- | -------------- | ----- |
| 1.        | 「チートデイ」                    | 秋元康    | 川浦正大  | 野中“まさ”雄一 | 4:30  |
| 2.        | 「あの光」                        | 秋元康    | BASEMINT  | BASEMINT       | 4:26  |
| 3.        | 「君にDitto」                     | 秋元康    | 松原憲    | 高橋修平       | 4:13  |
| 4.        | 「チートデイ ～off vocal ver.～」 |           | 川浦正大  | 野中“まさ”雄一 | 4:30  |
| 5.        | 「あの光 ～off vocal ver.～」     |           | BASEMINT  | BASEMINT       | 4:26  |
| 6.        | 「君にDitto ～off vocal ver.～」  |           | 松原憲    | 高橋修平       | 4:12  |
| 合計時間: | 合計時間:                         | 合計時間: | 合計時間: | 合計時間:      | 26:17 |

| #  | タイトル                                | 作詞 | 作曲・編曲 |
| -- | --------------------------------------- | ---- | ---------- |
| 1. | 「思い出が止まらなくなる（DAY1）」      |      |            |
| 2. | 「あの日 僕は咄嗟に嘘をついた（DAY1）」 |      |            |
| 3. | 「嫉妬の権利（DAY1）」                  |      |            |
| 4. | 「不等号（DAY1）」                      |      |            |
| 5. | 「ライブ直前インタビュー集2」           |      |            |

### Type-C
| #         | タイトル                            | 作詞      | 作曲      | 編曲           | 時間  |
| --------- | ----------------------------------- | --------- | --------- | -------------- | ----- |
| 1.        | 「チートデイ」                      | 秋元康    | 川浦正大  | 野中“まさ”雄一 | 4:30  |
| 2.        | 「あの光」                          | 秋元康    | BASEMINT  | BASEMINT       | 4:26  |
| 3.        | 「懐かない仔猫」                    | 秋元康    | 渡辺淳    | 渡辺淳         | 4:42  |
| 4.        | 「チートデイ ～off vocal ver.～」   |           | 川浦正大  | 野中“まさ”雄一 | 4:30  |
| 5.        | 「あの光 ～off vocal ver.～」       |           | BASEMINT  | BASEMINT       | 4:26  |
| 6.        | 「懐かない仔猫 ～off vocal ver.～」 |           | 渡辺淳    | 渡辺淳         | 4:41  |
| 合計時間: | 合計時間:                           | 合計時間: | 合計時間: | 合計時間:      | 27:15 |

| #  | タイトル                      | 作詞 | 作曲・編曲 |
| -- | ----------------------------- | ---- | ---------- |
| 1. | 「日常（DAY2）」              |      |            |
| 2. | 「Hard to say（DAY2）」       |      |            |
| 3. | 「さざ波は戻らない（DAY2）」  |      |            |
| 4. | 「踏んでしまった（DAY2）」    |      |            |
| 5. | 「ライブ直前インタビュー集3」 |      |            |

### Type-D
| #         | タイトル                             | 作詞      | 作曲      | 編曲           | 時間  |
| --------- | ------------------------------------ | --------- | --------- | -------------- | ----- |
| 1.        | 「チートデイ」                       | 秋元康    | 川浦正大  | 野中“まさ”雄一 | 4:30  |
| 2.        | 「あの光」                           | 秋元康    | BASEMINT  | BASEMINT       | 4:26  |
| 3.        | 「Keep in touch」                    | 秋元康    | 佐伯一    | 佐伯一、Taisho | 4:04  |
| 4.        | 「チートデイ ～off vocal ver.～」    |           | 川浦正大  | 野中“まさ”雄一 | 4:13  |
| 5.        | 「あの光 ～off vocal ver.～」        |           | BASEMINT  | BASEMINT       | 4:26  |
| 6.        | 「Keep in touch ～off vocal ver.～」 |           | 佐伯一    | 佐伯一、Taisho | 4:03  |
| 合計時間: | 合計時間:                            | 合計時間: | 合計時間: | 合計時間:      | 25:42 |

| #  | タイトル                                                  | 作詞 | 作曲・編曲 |
| -- | --------------------------------------------------------- | ---- | ---------- |
| 1. | 「Actually...（DAY3）」                                   |      |            |
| 2. | 「夜明けまで強がらなくてもいい（DAY3）」                  |      |            |
| 3. | 「車道側（DAY3）」                                        |      |            |
| 4. | 「ジャンピングジョーカーフラッシュ（DAY3・Wアンコール）」 |      |            |
| 5. | 「ライブ直前・直後インタビュー集4」                       |      |            |

### 通常盤
| #         | タイトル                            | 作詞      | 作曲      | 編曲           | 時間  |
| --------- | ----------------------------------- | --------- | --------- | -------------- | ----- |
| 1.        | 「チートデイ」                      | 秋元康    | 川浦正大  | 野中“まさ”雄一 | 4:30  |
| 2.        | 「あの光」                          | 秋元康    | BASEMINT  | BASEMINT       | 4:26  |
| 3.        | 「熱狂の捌け口」                    | 秋元康    | 福田貴訓  | ツタナオヒコ   | 3:45  |
| 4.        | 「チートデイ ～off vocal ver.～」   |           | 川浦正大  | 野中“まさ”雄一 | 4:30  |
| 5.        | 「あの光 ～off vocal ver.～」       |           | BASEMINT  | BASEMINT       | 4:26  |
| 6.        | 「熱狂の捌け口 ～off vocal ver.～」 |           | 福田貴訓  | ツタナオヒコ   | 3:44  |
| 合計時間: | 合計時間:                           | 合計時間: | 合計時間: | 合計時間:      | 25:21 |

### Special Edition
| 全作詞: 秋元康。 |                   |           |           |                |      |
| #                | タイトル          | 作詞      | 作曲      | 編曲           | 時間 |
| 1.               | 「チートデイ」    | 秋元康    | 川浦正大  | 野中“まさ”雄一 | 4:30 |
| 2.               | 「あの光」        | 秋元康    | BASEMINT  | BASEMINT       | 4:26 |
| 3.               | 「落とし物」      | 秋元康    | バグベア  | 野中“まさ”雄一 | 4:33 |
| 4.               | 「君にDitto」     | 秋元康    | 松原憲    | 高橋修平       | 4:13 |
| 5.               | 「懐かない仔猫」  | 秋元康    | 渡辺淳    | 渡辺淳         | 4:42 |
| 6.               | 「Keep in touch」 | 秋元康    | 佐伯一    | 佐伯一         | 4:04 |
| 7.               | 「熱狂の捌け口」  | 秋元康    | 福田貴訓  | ツタナオヒコ   | 3:45 |
| 合計時間:        | 合計時間:         | 合計時間: | 合計時間: | 30:13          |      |

## 歌唱メンバー

### チートデイ
（センター：井上和）
- 3列目：筒井あやめ、菅原咲月、田村真佑、中西アルノ、川﨑桜、弓木奈於、冨里奈央、金川紗耶
- 2列目：与田祐希、五百城茉央、久保史緒里、梅澤美波、一ノ瀬美空、岩本蓮加
- 1列目：遠藤さくら、小川彩、井上和、池田瑛紗、賀喜遥香

井上和が33rdシングル「おひとりさま天国」以来3作ぶり2度目のセンターを務める。選抜メンバーは前作から1人減って19人で、福神メンバーは前作と同じ11人（十一福神）。5期生の小川彩が初選抜にして初福神・フロントポジションに抜擢されたほか、5期生の中西アルノが29thシングル「Actually...」以来7作ぶり、4期生の金川紗耶が32ndシングル「人は夢を二度見る」以来4作ぶり、同じく4期生の筒井あやめと5期生の菅原咲月、冨里奈央が34thシングル「Monopoly」以来2作ぶりの選抜復帰となった。また池田瑛紗が34thシングル「Monopoly」以来2作ぶり、同じく5期生の五百城茉央と一ノ瀬美空が33rdシングル「おひとりさま天国」以来3作ぶりの福神復帰となった。一方で前作をもってグループを卒業した阪口珠美と山下美月のほか、3期生の伊藤理々杏、佐藤楓、中村麗乃、向井葉月、吉田綾乃クリスティーが選抜から外れた。

### あの光
- 池田瑛紗、伊藤理々杏、井上和、岩本蓮加、賀喜遥香、田村真佑[14]

### 落とし物
（センター：奥田いろは）
- 3列目：吉田綾乃クリスティー、岡本姫奈、佐藤璃果、佐藤楓、矢久保美緒、中村麗乃
- 2列目：松尾美佑、向井葉月、伊藤理々杏、柴田柚菜
- 1列目：林瑠奈、奥田いろは、黒見明香

アンダーメンバーによる楽曲。

### 君にDitto
- 五百城茉央、奥田いろは、川﨑桜、筒井あやめ、弓木奈於〈ユニット名：首ンセス〉[39]

テレビ東京系「乃木坂工事中」7月21日・28日放送回の「新軍団ドラフトバトル」で発足した軍団のうち、弓木奈於が軍団長を務める「首ンセス」によるユニット曲。

### 懐かない仔猫
- 池田瑛紗、一ノ瀬美空、小川彩、菅原咲月、田村真佑〈ユニット名：まゆたん協会〉[39]

テレビ東京系「乃木坂工事中」7月21日・28日放送回の「新軍団ドラフトバトル」で発足した軍団のうち、田村真佑が軍団長を務める「まゆたん協会」によるユニット曲。

### Keep in touch
- 佐藤楓、冨里奈央、中西アルノ、林瑠奈、松尾美佑〈ユニット名：楓さん正そう軍団〉[39]

テレビ東京系「乃木坂工事中」7月21日・28日放送回の「新軍団ドラフトバトル」で発足した軍団のうち、佐藤楓が軍団長を務める「楓さん正そう軍団」によるユニット曲。

### 熱狂の捌け口
（センター：一ノ瀬美空）
- 五百城茉央、池田瑛紗、一ノ瀬美空、井上和、岡本姫奈、小川彩、奥田いろは、川﨑桜、菅原咲月、冨里奈央、中西アルノ

5期生による楽曲。